# إدي زاكس
إدي زاكس (بالإنجليزية: Eddie Sachs) هو سائق سيارة سباق أمريكي، ولد في 28 مايو 1927 في ألينتاون في الولايات المتحدة، وتوفي في 30 مايو 1964 في إنديانابوليس في الولايات المتحدة.